# 婚外性行为
婚外性行为是指已婚人士与自己的配偶以外的人（無論對方是否已婚或單身）发生的性行为。如果婚外性行为不违反當地的性規範，则可以称为自愿性非單配偶制。如果婚外性关系违反了當地或一個宗教的性规范，则婚外性行为可能被称为通奸。對已婚女性來說，婚外性行为的发生率会随着婚姻持续时间而降低。